# Струве (дворянский род)
Струве (нем. von Struve) — дворянские роды немецкого происхождения.
Один из них происходит от Георга Адама Струве (1619—1692), профессора юриспруденции в Иенском университете. Его внук Антон Себастьян (1729—1802) был русским поверенным в делах при германском имперском сейме. Из сыновей последнего Иоганн Кристоф Густав (1763—1828) был поверенным в делах в Карлсруэ, а Генрих Кристоф Готфрид (1772—1851) — посланником при ганзейском союзе, потом старшим советником министерства иностранных дел.
Сын Генриха Кристофа Готфрида Густав Андреевич Струве (1801—1865) был министром-резидентом в Гамбурге.
Из сыновей Иоганна Кристофа Густава: Антон (1797—1846) был русским поверенным в делах во Франкфурте-на-Майне, Аманд (1798—1867) — поверенным в делах в Швейцарии, потом генеральным консулом в Ливорно, Георг (1802—1886) — управляющим лесными угодьями Царства Польского, а Густав (1805—1871) — участник революционного движения 1848 г.
Сыновья Георга: Густав (1834—1882) — генерал-майор, инженер и предприниматель, Генрих (1840—1912) — российско-польский философ и Аманд (1835—1898) — инженер-генерал-лейтенант, предприниматель, специалист в области мостостроения. Последний, женившись на Аннетте Вильгельмине фон Крюденер, усыновил её детей от первого брака, им Высочайше позволено носить фамилию Крюденер-Струве; один из них, Александр Амандович, был депутатом Государственной Думы, его сын — музыковед Борис Струве. Герб баронов Крюденер-Струве внесен в Часть 18 Общего гербовника дворянских родов Всероссийской империи, стр. 4.
Этот род Струве внесен в родословные книги дворян Царства Польского.

## Описание герба
В серебряном поле червлёный пояс, сопровождаемый вверху двумя, а внизу одной зелёными розами.
На щите дворянский коронованный шлем. Нашлемник: три розовых стебля с зелёными листьями и червлёными цветками. Намёт на щите червлёный, подложенный золотом.